# Rotboldo III di Provenza
Rotboldo III chiamato anche Rotbaldo o Ruboldo, in francese Rotboald o Roubaud (... – 22 aprile 1015) fu marchese di Provenza dal 1008 sino alla sua morte.

## Origine
Figlio del conte di Provenza e Marchese di Provenza, Rotboldo II (come ci viene confermato dalle Europäische Stammtafeln, vol II, 187 (non consultate), dove Rotbaldo III viene definito figlio di Rotbaldo II) e della moglie (come ci viene confermato dal documento nº 1987 del Recueil des Chartes de l'Abbaye de Cluny, tome III) Emilde di Gévaudan (?- dopo il 1000 circa), che secondo lo storico Szabolcs de Vajay era la figlia del visconte di Gévaudan Srefano di Brioude (915-967) e quindi sorella del visconte Bertrando I di Gévaudan (938-993).
Rotboldo II era figlio del conte d'Arles, conte di Avignone e conte di Provenza, Bosone II di Provenza (come ci viene confermato dal documento nº 29 del Cartoulaire de l'abbaye de Saint-Victor de Marseille e di Costanza (come ci conferma il monaco e storico benedettino dell'Abbazia di Montmajour, Dom Chantelou, nel suo Histoire de Monmajour, Revue Historique de Provence, 1ère année, a pag. 37), che per numerosi storici era Constanza di Provenza (920/30-dopo il 963), la figlia del conte di Vienne, Carlo Costantino. Che Costanza sia la figlia di Carlo Costantino non v'è certezza. Secondo alcuni storici che sia la figlia di Carlo Costantino solo per il fatto di avere tale nome che in precedenza nella Provenza non era usato, mentre per altri che hanno confutato tale tesi in quanto in vari documento dell'abbazia di Cluny, si trovano donne con tale nome (il n° 45, il nº 390, il nº 530, il nº 582 e il nº 683), Costanza era sorellastra di Carlo Costantino, figlia di suo padre Ludovico e la seconda moglie Adelaide.
Rotboldo III era nipote del conte e marchese di Provenza, Guglielmo il Liberatore.

## Biografia
Nel 1002 o prima (in quella data Rotboldo ed Ermengarda vengono citati come marito e moglie, sia in un documento dell'Histoire de Monmajour, Revue Historique de Provence, 1ère année che nel documento nº 131 del Verlorene Urkunden Rudolf III), Rotboldo III sposò Ermengarda di cui non si conoscono con esattezza gli ascendenti, ma pare che fosse parente prossima (alcuni storici sostengono addirittura la sorella) del conte di Savoia Umberto I Biancamano (980-1048), al quale il re di Arles, Rodolfo III di Borgogna fece dono di alcuni territori, che si trovavano tra Aix-les-Bains e la Savoia, i quali passarono sotto il governo del conte.
Ermengarda, poi, nel 1011, secondo le Europäische Stammtafeln, vol II, 187 (non consultate), sposò, in seconde nozze il re di Arles, Rodolfo III di Borgogna).
Nel 1005, Rotboldo è citato, col titolo di conte, assieme alla contessa, vedova di Guglielmo I, Adelaide d'Angiò, ed al figlio di lei, il conte di Provenza, Guglielmo II e alla moglie, Ermengarda, nel documento n° 15 del Cartoulaire de l'abbaye de Saint-Victor de Marseille, come artefice e controfirmatario alla stesura del regolamento dall'abbazia di Saint-Victor di Marsiglia.
Nel 1008, alla morte del padre, gli subentrò nel titolo di marchese di Provenza.
Morì nel 1015 lasciando al figlio Guglielmo III il titolo di marchese di Provenza, mentre la figlia, Emma andata poi sposa al conte di Tolosa, Guglielmo III Tagliaferro, ereditò il marchesato, nel 1037, portandolo così alla famiglia Rouergue, già feudataria della contea di Tolosa.

## Discendenza
Rotboldo III e Ermengarda ebbero tre figli:
- Guglielmo III di Provenza (nominato in un documento dell'Irmingarda cartae del 1019[19] - † 1037), marchese di Provenza.
- Ugo (nominato in un documento dell'Irmingarda cartae del 1019[19] - † dopo il 1019), si presume che sia morto giovane.
- Emma di Provenza (nel documento n° 172 dell'Histoire Générale de Languedoc, Tome V, Preuves, Chartes et Diplômes, Emma, facendo una donazione confermò di essere figlia di Rotboldo ed Ermengarda[20] - † 1062), che sposò il conte di Tolosa, Guglielmo III Tagliaferro[21].

## Ascendenza
|                          |   |                            | Genitori               |  |  | Nonni |  |  | Bisnonni               |  |  | Trisnonni      |  |
|                          |   |                            |                        |  |  |       |  |  | Rotboldo I di Provenza |  |  | Bosone d'Arles |  |
|                          |   |                            |                        |  |  |       |  |  | Rotboldo I di Provenza |  |  | Bosone d'Arles |  |
|                          |   | …                          |                        |  |  |       |  |  | Rotboldo I di Provenza |  |  |                |  |
| Bosone II di Provenza    |   |                            |                        |  |  |       |  |  | Rotboldo I di Provenza |  |  |                |  |
|                          |   | …                          | …                      |  |  |       |  |  |                        |  |  |                |  |
|                          |   | …                          | …                      |  |  |       |  |  |                        |  |  |                |  |
|                          |   | …                          | …                      |  |  |       |  |  |                        |  |  |                |  |
| Rotboldo II di Provenza  |   | …                          |                        |  |  |       |  |  |                        |  |  |                |  |
|                          |   | Carlo Costantino di Vienne | Ludovico il Cieco      |  |  |       |  |  |                        |  |  |                |  |
|                          |   | Carlo Costantino di Vienne | Ludovico il Cieco      |  |  |       |  |  |                        |  |  |                |  |
|                          |   | Carlo Costantino di Vienne | Anna di Costantinopoli |  |  |       |  |  |                        |  |  |                |  |
| Costanza di Provenza     |   | Carlo Costantino di Vienne |                        |  |  |       |  |  |                        |  |  |                |  |
|                          |   | Teuberga                   | Guarniero di Sens      |  |  |       |  |  |                        |  |  |                |  |
|                          |   | Teuberga                   | Guarniero di Sens      |  |  |       |  |  |                        |  |  |                |  |
|                          |   | Teuberga                   | Teuberga d'Arles       |  |  |       |  |  |                        |  |  |                |  |
| Rotboldo III di Provenza |   | Teuberga                   |                        |  |  |       |  |  |                        |  |  |                |  |
|                          | … | …                          |                        |  |  |       |  |  |                        |  |  |                |  |
|                          | … | …                          |                        |  |  |       |  |  |                        |  |  |                |  |
|                          | … | …                          |                        |  |  |       |  |  |                        |  |  |                |  |
| Stefano di Gévaudan      | … |                            |                        |  |  |       |  |  |                        |  |  |                |  |
|                          |   | …                          | …                      |  |  |       |  |  |                        |  |  |                |  |
|                          |   | …                          | …                      |  |  |       |  |  |                        |  |  |                |  |
|                          |   | …                          | …                      |  |  |       |  |  |                        |  |  |                |  |
| Emilde di Gévaudan       |   | …                          |                        |  |  |       |  |  |                        |  |  |                |  |
|                          |   | …                          | …                      |  |  |       |  |  |                        |  |  |                |  |
|                          |   | …                          | …                      |  |  |       |  |  |                        |  |  |                |  |
|                          |   | …                          | …                      |  |  |       |  |  |                        |  |  |                |  |
| …                        |   | …                          |                        |  |  |       |  |  |                        |  |  |                |  |
|                          |   | …                          | …                      |  |  |       |  |  |                        |  |  |                |  |
|                          |   | …                          | …                      |  |  |       |  |  |                        |  |  |                |  |
|                          |   | …                          | …                      |  |  |       |  |  |                        |  |  |                |  |
|                          |   | …                          |                        |  |  |       |  |  |                        |  |  |                |  |

### Fonti primarie
- (LA)  Cartoulaire de Marseille Saint-Victor Tome I.
- (LA)  Recueil des Chartes de l'Abbaye de Cluny, tome I.
- (LA)  Recueil des Chartes de l'Abbaye de Cluny, tome III.
- (LA)  Histoire Générale de Languedoc, Tome V, Preuves, Chartes et Diplômes.
- (LA)  Monumenta Germaniae Historica, Regum Burgundiae et Stirpe Rudulfina Diplomata et Acta.

### Letteratura storiografica
- Louis Halphen, "Il regno di Borgogna", cap. XXV, vol. II (L'espansione islamica e la nascita dell'Europa feudale) della Storia del Mondo Medievale, 1999, pp. 807–821.
- Austin Lane Poole, "L'imperatore Enrico II", cap. V, vol. IV (La riforma della chiesa e la lotta fra papi e imperatori) della Storia del Mondo Medievale, 1999, pp. 126–169.